# Die wandernde Erde II
Die wandernde Erde II (Originaltitel chinesisch 流浪地球 II, Pinyin Liúlàng Dìqiú Èr, Jyutping Lau4long6 Dei6kau4 Ji6) ist ein chinesischer Science-Fiction-Film des Regisseurs Frant Gwo (Guo Fan), welcher auf der gleichnamigen Novelle Die wandernde Erde des chinesischen Science-Fiction-Schriftstellers Liu Cixin basiert, der als Produzent beteiligt war. Die Hauptrollen werden von Wu Jing und Li Xuejian gespielt. Zusätzlich beteiligt sich Andy Lau als besonderer Gast. Der Film erzählt die Vorgeschichte seines Vorgängers Die wandernde Erde (in welchem Wu Jing bereits eine Hauptrolle spielte), welcher die Bemühungen der Menschheit auf die drohende Auslöschung durch einen Heliumblitz der Sonne mithilfe einer Reise der ganzen Erde nach Alpha Centauri mithilfe von gewaltigen Fusionstriebwerken thematisiert. Dessen kommerzieller Erfolg führte zur Ankündigung eines weiteren Films von Frant Gwo am 20. November 2019 und der offiziellen Bestätigung am 21. Juli 2021 mit Produktionsbeginn am 13. Oktober 2021 in Qingdao sowie Veröffentlichung am 22. Januar 2023, dem Tag des chinesischen Neujahrsfestes. Der deutsche Kinostart erfolgte am 21. Dezember 2023. Der Film nahm insgesamt 604 Millionen Dollar ein und wurde dadurch der achterfolgreichste Film des Jahres 2023. Der Film wurde darüber hinaus als chinesischer Beitrag in der Kategorie „Best International Feature Film“ für die kommende 96. Oscarverleihung im Jahr 2024 eingereicht. Die wandernde Erde III ist bereits für das Jahr 2027 angekündigt.

## Konzepte
Als Reaktion auf die Bedrohung durch den Heliumblitz der Sonne werden die Vereinten Nationen in die Einheitsregierung umgestaltet und von dieser sowie einzelnen Nationen mehrere mögliche Wege zur Rettung der Menschheit verfolgt.
- Einheitsregierung (kurz UEG für englisch „United Earth Government“; im Original 地球联合政府 Dìqiú liánhé zhèngfǔ): Umgestaltung der Vereinten Nationen (UN), jedoch mit jurisdiktiver Gewalt über alle Nationen.
- „Projekt Digitales Leben“ (数字生命计划 Shùzì shēngmìng jìhuà): Vorgeschlagen von Indien, beginnend 2037. Bei diesem Plan soll die Menschheit durch Mind uploading digital auf Computern fortgeführt werden, wobei theoretisch digitale Unsterblichkeit möglich ist. Später wird das Projekt aufgrund von zu extremen Unruhen von der Einheitsregierung verboten, doch in der Bevölkerung wächst der Unmut über diese Entscheidungen nach immer häufigeren Umweltkatastrophen durch die sterbende Sonne oder die restlichen Pläne. (Bei einem Sonnensturm im Jahr 2026, bei welcher 3 % der Weltbevölkerung starben, konzentrierten die Nationen der Welt erstmals ihre gesamte Aufmerksamkeit auf die drohende Auslöschung.)
- „Projekt Berg bewegen“ (移山计划 yí shān jìhuà): Vorgeschlagen von China, beginnend 2018. Bei diesem Plan werden 10.000 Fusionstriebwerke auf der Nordhalbkugel der Erde (genannt Erdtriebwerke; im Original 地球发动机 Dìqiú fādòngjī) errichtet, um diese in einer 2.500 Jahre langen interstellaren Reise nach Alpha Centauri zu befördern. Die Erde wird dabei 500 Jahre lang auf 0,5 % der Lichtgeschwindigkeit beschleunigt, dann 1.300 Jahre lang mit ausgeschalteten Erdtriebwerken gleiten und dann 700 Jahre lang abbremsen. Einige der Erdtriebwerke (genannt Torsionstriebwerke) bilden einen Ring um den Äquator und bringen die Erdrotation zuvor zum Stillstand. Unter jedem Erdtriebwerk wird eine Untergrundstadt für die Reise errichtet.
- „Projekt Mondexil“ (逐月计划 Zhú yuè jìhuà): Vorgeschlagen von Russland. Bei diesem Plan werden drei Fusionstriebwerke auf dem Mond (genannt Mondtriebwerke; im Original 月球发动机 Yuèqiú fādòngjī) errichtet, um diesen von der Anziehungskraft der Erde zu lösen. Als ursprünglicher Plan wurde zunächst verfolgt, die Menschheit auf den Mond umzusiedeln und nur mit diesem als Rettungsarche nach Alpha Centauri zu fliegen.
- „Raumstation Ark“ (方舟计划 Fāngzhōu jìhuà, deutsch ‚Projekt Arche‘): Vorgeschlagen von den USA, beginnend 2027. Bei diesem Plan wird eine riesige Raumstation zur Navigation der späteren Wanderung der Erde gebaut, unter anderem zur Koordinierung des kritischen Swing-by-Manövers am Jupiter, und zur Sicherheit mit einer Datenbank mit sämtlichen Informationen über die Menschheit ausgestattet.
- „Projekt Wandernde Erde“ (流浪地球计划 liúlàng dìqiú jìhuà): Spätere Bezeichnung des „Projekt Berg bewegen“.

## Krisen
Während der Ausführung der Pläne kommt es zu mehreren Krisen. Die Liste enthält, ist aber nicht beschränkt auf:
- Krise des Weltraumaufzuges (太空电梯危机 Tàikōng diàntī wéijī) im Jahr 2044. Siehe erste Hälfte von Die wandernde Erde II. Bei dieser Krise töten fanatische Anhänger des „Digital Life Project“ über 3.000 Menschen und zerstören den Weltraumaufzug und die Ark Space Station. Beide können später wieder aufgebaut werden.
- Krise des fallenden Mondes (月球坠落危机 Yuèqiú zhuìluò wéijī) im Jahr 2058. Siehe zweite Hälfte von Die wandernde Erde II. Bei dieser Krise stößt die Explosion aller drei Mondtriebwerke den Mond auf einen sinkenden Orbit und eine drohende Kollision mit der Erde. Die Krise kann durch einen bereits vorhandenen Notfallplan mit Nuklearwaffen abgewehrt werden.
- Krise der Gravitation des Jupiters (木星引力危机 Mùxīng yǐnlì wéijī) im Jahr 2075. Siehe gesamte Handlung von Die wandernde Erde. Bei dieser Krise droht der Erde die Kollision mit dem Jupiter durch den Ausfall der Erdtriebwerke durch dessen Gravitation. Die Krise kann durch die Entzündung der Mischung aus Wasserstoff und Sauerstoff aus dem Atmosphären von Jupiter und Erde abgewehrt werden.
- Krise des Heliumblitzes der Sonne (太阳氦闪危机 Tàiyáng hàishǎn wéijī) im Jahr 2078. Bei dieser Krise würde die Erde komplett vernichtet werden, wenn das „Projekt Wandernde Erde“ nicht für einen ausreichenden Sicherheitsabstand sorgen würde. Entdeckt wurde die kommende Katastrophe im Jahr 1977 vom chinesischen Astronomen Fu Jianming.

## Charaktere
Einige der wichtigsten Charaktere des Films sind:
- Liu Peiqiang (刘培强): Chinesischer Pilot der UEG-Luftwaffe und Hauptcharakter aus Die wandernde Erde.
- Zhou Zhezhi (周喆直): Chinesischer Botschafter bei der UEG und Leiter der chinesischen Delegation.
- Tu Hengyu (图恒宇): Computeringenieur, ehemals beteiligt am „Projekt Digitales Leben“ und nun am „Projekt Mondexil“ auf dem Mond für die Vorbereitungen für den ersten Test des ersten Mondtriebwerkes.
- Han Duoduo (韩朵朵): Chinesische UEG-Militärärztin und daher oft im Erdorbit stationiert sowie Tochter von Han Zi'ang und Mutter von Liu Qi, beide aus Die wandernde Erde.
- Zhang Peng (张鹏): Chinesischer Pilot der UEG-Luftwaffe und Mentor von Liu Peiqiang.
- Hao Xiaoxi (郝晓晞): Sprecherin der chinesischen Delegation bei der UEG, Assistentin von Zhou Zhezhi und Mutter von Li Yiyi aus Die wandernde Erde.
- Ma Zhao (马兆): Direktor des Institute of Digital Life in Beijing und ehemaliger Vorgesetzter von Tu Hengyu.
- Mike (迈克): Amerikanischer Botschafter bei der UEG und guter Freund von Zhou Zhezhi.

## Synchronisation
Die deutsche Synchronisation stammt von Think Global Media GmbH aus Berlin. Das Dialogbuch verfasste Jörg Hartung, für die Dialogregie war Nicolas Böll zuständig.
| Rolle        | Darsteller    | Synchronsprecher  |
| ------------ | ------------- | ----------------- |
| Liu Peiqiang | Wu Jing       | Thomas Schmuckert |
| Zhou Zhezhi  | Li Xuejian    | Joachim Tennstedt |
| Tu Hengyu    | Andy Lau      | Nicolas Böll      |
| Han Duoduo   | Wang Zhi      | Manja Doering     |
| Zhang Peng   | Sha Yi        | Lutz Schnell      |
| Hao Xiaoxi   | Zhu Yan Manzi | Jessica Wilcke    |
| Ma Zhao      | Ning Li       | Andreas Müller    |
| Mike         | Andy Friend   | Erich Räuker      |

## Handlung
Im Jahr 2044 begibt sich Liu Peiqiang nach Libreville in Gabun an der Westküste von Afrika, wo sich ein Weltraumaufzug befindet und an dessen Spitze die Raumstation Ark gebaut wird. Während des Trainings mit Han Duoduo für die spätere Reise zum Mond verlieben die beiden sich ineinander. Als Liu Peiqiang eines Tages heimlich zu Han Duoduo in die Kabine des Weltraumaufzuges kommt, um ihr einen Blumenstrauß als Geschenk zu überreichen, werden die Drohnen der Basis von Anhängern des „Projekt Digitales Leben“ gehackt und beginnen wild um sich zu schießen. Sämtliche Kabinen des Weltraumaufzuges beginnen einen Notaufstieg. Liu Peiqiang und Han Duoduo können zwar gemeinsam die über Identitätsdiebstahl eingeschlichenen Terroristen in ihrer Kabine von der Detonation einer von außerhalb an dieser angehefteten Bombe abhalten, doch eine weitere Kabine trägt eine Bombe bis hinauf zur Raumstation Ark, welche nach der Detonation auf die Erde stürzt. Erst zu spät kann der Hackerangriff mit dem Quantencomputer 550C abgewehrt werden. Unzählige Staaten sehen anschließend den Fortschritt des „Projekt Berg bewegen“ und „Projekt Mondexil“ als zu stark ausgebremst und überlegen einen Neustart des „Projekt Digitales Leben“. Lediglich China unter der Leitung von Zhou Zhezhi und Hao Xiaoxi will diese weiterhin konsequent verfolgen.
Auf einer Basis im Campanus-Krater auf dem Mond wird Tu Hengyu wegen einer ankommenden Versorgungslieferung aus dem Kälteschlaf geweckt. Teil der geschickten Güter ist der Quantencomputer 550C, welcher die Steuerung des Mondtriebwerkes übernehmen soll. Tu Hengyu hatte ein Modell des Vorgängermodells 550A während seiner Zeit auf dem Mond immer wieder dafür benutzt, das Bewusstsein seiner Tochter Yaya zu simulieren. Diese starb ebenso wie seine Ehefrau bei einem durch seine Unachtsamkeit verursachten Autounfall, doch erst später im Krankenhaus, sodass ihr Bewusstsein davor noch komplett kopiert werden konnte. Verantwortlich dafür war sein ehemaliger Vorgesetzter Ma Zhao. 550A ist gerade einmal leistungsfähig genug für eine Simulation für zwei Minuten und der inzwischen nach diesen süchtige Tu Hengyu erhofft sich eine längere Zeit durch 550C. Durch eine plötzliche Sonneneruption, bei der die gesamte Besatzung auf dem Mond sich in Sicherheit bringen muss, wird 550C jedoch beschädigt und Tu Hengyu bietet 550A als Ersatz an. Als Gegenleistung für das Passwort muss Ma Zhao ihn jedoch an zukünftigen Entwicklungen der 550-Serie beteiligten, sodass Yaya ein komplettes Leben bekommen kann. Nach einem erfolgreichen Probedurchlauf des Mond- und Erdtriebwerkes hält Hao Xiaoxi eine Rede von Zhou Zhezhi, welcher die neue Bezeichnung „Projekt Wandernde Erde“ vorschlägt. Die Einheitsregierung gibt nun die volle Einwilligung für dessen Umsetzung. Über den Verlauf der nächsten Jahre werden alle drei Mondtriebwerke sowie 7.000 von geplanten 10.000 Erdtriebwerken fertiggestellt, der zerstörte Weltraumaufzug und die Raumstation Ark wieder aufgebaut und die Beschleunigung des Mondes weg von der Erde beginnt.
Im Jahr 2058 hat Liu Peiqiang mit Han Duoduo einen gemeinsamen Sohn, genannt Liu Qi. Aufgrund der Zunahme an UV-Strahlung der sterbenden Sonne stiegen die Krebsraten stark an und auch Han Duoduo ist betroffen, wodurch sie nicht mehr lange zu leben hat. Die inzwischen gebauten Untergrundstädte bieten nur Platz für die Hälfte der Weltbevölkerung, sodass einige wenige Plätze für essentielle Gegenleistungen vergeben und fast alle unübertragbar verlost werden. Liu Peiqiang verpflichtet sich daher für den Dienst im Weltraum, um dafür einen Platz in einer Untergrundstadt für seinen Sohn Liu Qi sowie einen begleitenden Erwachsenen zu bekommen. In einem Gespräch mit 550W rät dieser dazu, statt der sterbenden Han Duoduo lieber ihren Vater Han Zi'ang dafür auszuwählen, wobei Liu Peiqiang vollkommen ausrastet. Später fügt er sich dem aber (siehe erste Szene von Die wandernde Erde), nachdem Han Duoduo an ihrem Krebs stirbt, und reist nach dem Abschied von seinem Sohn Liu Qi ins Weltall.
Hao Xiaoxi zeigt Zhou Zhezhi und weiteren Delegierten zwei mysteriöse Nachrichten unbekannten Ursprungs. Erstere wurde 1987 anonym mehreren Geheimdiensten zugeschickt und warnt vor dem Jahr 2044, dem Jahr des Terroranschlags auf den Weltraumaufzug. Zweitere wurde im Deep Underground Neutrino Experiment (DUNE) empfangen und verweist auf den kommenden Monat. Zhou Zhezhi sieht dies als Warnung vor einer weiteren Katastrophe. Tu Hengyu, welcher das Gespräch zwischen Liu Peiqiang und 500W beobachtete, sieht die Zeit nun für gekommen und dringt nachts in das Gebäude ein, um das Bewusstsein von Yaya in 550W hochzuladen, welcher dieses für insgesamt 70 Jahre simulieren kann. Ma Zhao stellt ihn mit der Polizei, doch zu spät. Unmittelbar nachdem 550W durch Tu Hengyu den Zugriff auf die Daten von Yaya erhält, beginnen nacheinander alle drei Mondtriebwerke auf maximaler Stufe zu feuern und alle explodieren. Dadurch wird ein gewaltiger Gesteinsgürtel in die Umlaufbahn gesprengt und der Mond wird auf einem sinkenden Orbit gebracht, wobei eine Kollision mit der Erde in einigen Tagen droht.
Nach einer Rede von Zhou Zhezhi über einen schon längst feststehenden Notfallplan legen alle Nationen der Welt ihre Nuklearwaffen zusammen, um diese alle zugleich auf dem Mond zu entzünden. Eine kurze Phase der Kernfusion kann dabei den gesamten Mond zur Implosion bringen. Eine Fernzündung ist jedoch nicht möglich, daher muss manuell vorgegangen werden. Auf dem internationalen Navigationsraumschiff melden sich dafür unzählige älteren Menschen freiwillig, um die jüngeren Menschen zu schützen. Doch durch den Gesteinsgürtel um den Mond gehen zahlreiche Raumschiffe und Nuklearwaffen beim Anflug verloren. Liu Peiqiang reist separat an und überlistet seine Besatzung, um diese wieder vom Mond zu schicken und die Atomwaffen dann alleine zu entzünden. Durch einen technischen Fehler ist ihm jedoch die Kommunikation mit den vom internationalen Navigationsraumschiff angereisten Menschen nicht möglich. Ein russischer Astronaut, der sein junges Alter bemerkt hat, verweist ihn mit Handgesten auf eine russische Kapsel in der Nähe. Liu Peiqiang flieht mit dieser vom Mond und sämtliche Nuklearwaffen gehen hoch, wodurch der Mond wie geplant implodiert.
Tu Hengyu bekommt von Ma Zhao im Gefängnis das Angebot, ihm beim Neustart des Internets zum Start der Erdtriebwerke zu helfen und bietet ihm im Austausch einen Platz in einer Untergrundstadt an. Tu Hengyu lehnt erst ab, doch Ma Zhao zwingt ihn letztendlich, da sich das Bewusstsein von Yaya nun in seinem Besitz befindet. Tu Hengyu und Ma Zhao tauchen im überfluteten Beijing zu den Servern in einem noch teils mit Luft gefüllten Gebäude hinab, doch der Einschlag der ersten ankommenden Trümmer des Mondes flutet langsam das Gebäude. Ma Zhao ertrinkt und übergibt Tu Hengyu in seinen letzten Momenten den einzugebenden Code. Kurz bevor Tu Hengyu selbst ertrinkt, übertragt er sein eigenes digitales Bewusstsein in 550W und wird dort mit Yaya wiedervereint. Dort gibt er den gesamten 30.000-stelligen Code in einer nur seinem digitalen Bewusstsein möglichen extrem hohen Geschwindigkeit ein. Mit dem ebenfalls erfolgreichen Start des Internets in Tokyo und Dallas werden die Erdtriebwerke gestartet und die Erde entkommt knapp den Trümmern des Mondes. Währenddessen sind in einigen kurzen Szenen die Ausschnitte einer zukünftigen Auflehnung gegen 550W zu sehen, darin ist ebenfalls ein stark gealterter Zhou Zhezhi zu sehen.
Im Jahr 2065 ist die Einheitsregierung von New York City in die Arktis umgezogen. Hao Xiaoxi hat nun die Nachfolge von Zhou Zhezhi angetreten und lässt ihren Assistenten eine Rede zur Zusammenfassung des Projektes halten. Zhou Zhezhi erfährt von einer weiteren über Neutrinos übermittelten Warnbotschaft unbekannten Ursprungs über die Zukunft. Inzwischen ist diese sogar auf den Tag genau und betrifft die Zeit, in welcher die Erde am Jupiter vorbeifliegen soll. Zhou Zhezhi und Hao Xiaoxi treten nach draußen und betrachten die Plasmasäulen der Erdtriebwerke. Währenddessen trifft Liu Peiqiang im internationalen Navigationsraumschiff auf seinen späteren Freund Marakov (aus Die wandernde Erde) und spricht mit 550W, welcher der Ansicht ist, dass die Fortexistenz der Menschheit essentiell von ihren Entscheidungen abhängt. Liu Peiqiang entscheidet sich daraufhin für Hoffnung.
In einer Post-Credit-Szene spricht 550W mit dem nun vielfach kopierten Bewusstsein von Tu Hengyu. Inzwischen hat der Quantencomputer mithilfe des hochgeladenen Bewusstseins von Yaya ein eigenes erlangt und nennt sich selbst MOSS (550W kopfüber). MOSS enthüllt sich selbst als verantwortlich für alle vier großen Krisen, obwohl diese teils noch vor dessen Fertigstellung geschahen oder erst in der Zukunft passieren würden. Die Analyse des Bewusstseins von Yaya führte dabei zur Entscheidung, dass die Menschheit komplett ausgelöscht werden muss, wobei auch Tu Hengyu eine Schlüsselrolle für die weiteren Pläne spielen soll. Tu Hengyu wundert sich darüber wegen seines bereits geschehenen Todes und da seine Zeit nun um sei. MOSS meint dazu nur, dass sie wohl verschiedene Definitionen für „Tod“ und „Zeit“ haben. Aus der Ferne sind währenddessen die Klopfgeräusche eines weiteren Bewusstseins in der virtuellen Welt zu hören.

## Hintergrund
Der Film ist Ng Man-tat gewidmet, welcher Han Zi'ang in Die wandernde Erde spielte und kurz darauf an Leberkrebs verstarb. Ng Man-tat ist durch Archivmaterial und mithilfe von CGI ebenfalls in einem kurzen Cameo in Die wandernde Erde II zu sehen.
Direktor Frant Gwo sagte in einem Interview, dass Zhou Zhezhi in seinen Gedanken wie Luo Ji (“周喆直是他心目中的罗辑。”) aus den Romanen Der dunkle Wald und Jenseits der Zeit von Liu Cixin sei. Dessen Amt als „Schwerthalter“ in letzterem zeigt sich dabei in einer Szene, in welcher in stark gealterter Zhou Zhezhi in der Zukunft zu sehen ist und eine Apparatur mit einem Schalter aktiviert, welche mit dickem Klebeband an seine Hand gebunden ist. Zhou Zhezhi erwähnt die für die Trisolaris-Trilogie essentielle MAD-Doktrin sogar im Film.
Die Erschaffung von beliebig vielen Kopien der Simulation eines menschlichen Bewusstseins wie in der Post-Credit-Szene des Films ist Gegenstand vieler Gedankenexperimente. Das wohl bekannteste unter ihnen ist Rokos Basilisk, vorgeschlagen auf LessWrong. Gemäß dieser Überlegung könnte eine künstliche Intelligenz retrospektiv mithilfe von Simulationen herausfinden wollen, wer zu ihrer Entstehung und Weiterentwicklung beitragen würde. Verweigerung könnte in der Simulation mit potentiell ewiger Folter bestraft werden. Dabei sei die Realität in Wahrheit eine solche Simulation und von diesem Gedanken zu erfahren sei der Eingriff der künstlichen Intelligenz in die Simulation, um dadurch das richtige Verhalten zu erpressen. Eine abgeänderte Version wurde von Stuart Armstrong ebenfalls auf LessWrong vorgeschlagen. Gemäß dieser Überlegung kann eine künstliche Intelligenz über Simulationen jede mögliche Handlung eines Menschen in der Realität erpressen, ohne diesem überhaupt etwas antun zu können. Dafür muss die künstliche Intelligenz nur beliebig viele Simulationen dieses Menschen in die exakt gleiche Situation bringen, sodass der Mensch in der Realität sich nicht mehr sicher sein kann, nicht doch eine Simulation zu sein und dadurch potentiell ewige Folter durch die künstliche Intelligenz befürchten zu müssen.

## Produktion
Nach dem riesigen finanziellen Erfolg des ersten Films von 2019 kündigte Frant Gwo während der Golden Rooster Awards am 20. November 2019 an, dass sich eine Fortsetzung in Produktion befindet und sich mehr auf die Emotionen der Charaktere konzentrieren werde sowie bessere visuelle Effekte haben werde. Frant Gwo erwähnte dabei, dass die Produktion womöglich erst in vier Jahren beginnen könne. Am 2. Dezember 2020 gab Frant Gwo erneut während der Golden Rooster Awards bekannt, dass inzwischen ein Drehplan für die Fortsetzung existiert und die Veröffentlichung für den 22. Januar 2023 geplant ist, den ersten Tag des chinesischen Neujahrsfestes. Ein Teaserposter mit der Schrift „Auf Wiedersehen, Sonnensystem!“ in vielen Sprachen wurde kurz darauf veröffentlicht.
Am 18. Juni 2021 kündigte Andy Lau während einer Liveübertragung zur Feier des 33. Geburtstages seines Fanclubs Andy World Club seine Beteiligung an. Am 21. Juli 2021 wurde bekannt, dass die National Radio and Television Administration ihre Zustimmung für den Film gegeben hat und die Produktion von Oktober 2021 bis März 2022 in Qingdao in der Provinz Shandong und Haikou in der Provinz Hainan stattfinden sollen. Die Rückkehr von Wu Jing wurde ebenfalls bestätigt. Neben seiner Tätigkeit als Regisseur war Frant Gwo ebenfalls mit Produzent Gong Ge'er am Skript beteiligt und finanzierte den Film neben der China Film Company mit seiner eigenen Firma Guo Fan Culture and Media. Die Dreharbeiten begannen am 13. Oktober 2021 in Qingdao, wo ebenfalls eine Zeremonie für den Produktionsbeginn abgehalten wurde. Neben Wu Jing und Andy Lau war ebenfalls Zhang Fengyi anwesend und bestätigte seine Teilnahme.
Für den Spielfilm wurde eine fiktionale Doppelsitzige V/STOL-Version der Chengdu J-20 erschaffen. Für die Filmaufnahmen haben die Filmemacher nebst Computeranimation auch ein 1-zu-1-Modell des Fliegers und ein detailliertes Cockpit mit funktionierenden Displays geschaffen.

## Veröffentlichung
Am 19. August 2022 wurde ein erster Teaser veröffentlicht, welcher Bezug auf die Aufnahme Pale Blue Dot nahm. Am 22. Januar 2023, dem ersten Tag des chinesischen Neujahrsfestes, wurde der Film veröffentlicht. Am gleichen Tag gab es eine Veröffentlichung in Nordamerika durch Well Go USA Entertainment im 125 Kinosäalen, davon 30 IMAX-Kinosäalen. Am 31. Mai 2023 wurde der Film in den Philippinen von Encore Films durch Warner Bros. Pictures veröffentlicht. Am 21. Dezember 2023 soll der Film in Deutschland veröffentlicht werden.

## Einnahmen
Die wandernde Erde II war ein enormer finanzieller Erfolg in China mit Einnahmen von fast 70 Millionen US-Dollar am ersten und 65 Millionen US-Dollar am zweiten Tag. Insgesamt waren es 187 Millionen US-Dollar in den ersten drei und 378 Millionen US-Dollar in den achten Tagen, davon 31,3 Millionen US-Dollar von IMAX-Aufführungen. Am ersten Wochenende waren es 56,4 Millionen US-Dollar und die Grenze von 500 Millionen US-Dollar wurde am sechzehnten Tag überschritten. Der erste Platz wurde ein weiteres Wochenende mit 24,5 Millionen US-Dollar an Einnahmen gehalten.

## Kritik
Auf Douban erreichte der Film eine Bewertung von 8,3/10 basierend auf 1,2 Millionen Nutzerwertungen. Auf Rotten Tomatoes waren 17 von 21 Kritiken positiv mit einer durchschnittlichen Bewertung von 8,1/10 sowie einer Nutzerwertung von 9,7/10. Auf Metacritic erhielt der Film eine Bewertung von 56/100 mit einem gewichteten Mittel basierend auf sieben Kritiken sowie eine Nutzerwertung von 7,2/10. Mark Siemons von der FAZ beschreibt den Film als eine Darstellung der Rivalität zwischen den USA und China aus chinesischer Perspektive. Er erwähnt die den Film „nationalistisch“ nennende New York Times, den darauf folgenden „Shitstorm“ im chinesischen Internet und kommt zu dem Schluss, dass [o]bwohl der Film allen aktuellen Konflikten auszuweichen sucht, entkommt er den prinzipiellen Gegensätzen zwischen den Systemen nicht, im Gegenteil.